# Charles Hawley
Charles Hawley, född 15 juni 1792, död 27 februari 1866, var en amerikansk politiker, domare och viceguvernör i  Connecticut.

## Tidigt liv
Hawley föddes i den del av Huntington, Connecticut, som nu är en del av Monroe. Han tog examen med höga betyg från Yale College 1813. Därefter läste han juridik, dels i Newton för Asa Chapman, som kort tid därefter blev utnämnd till domare, dels i Litchfield med domaren Gould. Han antogs till advokatsamfundet 1815 eller tidigt under 1816 och öppnade advokatkontor i Stamford. efter en kort tid i East Haddam återvände han till Stamford och bodde kvar där resten av sitt liv. Han utnämndes till domare för arvstvister (Judge of Probate) 1824 för distriktet Stamford, ett distrikt som då omfattade flera städer, och var kvar på den posten till 1838.
Han gifte sig 1821 med Mary S. Holly och de fick flera barn, varav de flesta överlevde honom. Han var djupt troende kristen och medlem av Kongregationalistkyrkan i Stamford.

## Politisk karriär
Hawley representerade staden Stamford vid upprepade tillfällen i Connecticuts representanthus och var också ledamot av Connecticuts senat. Han valdes för Whigpartiet som viceguvernör i Connecticut i fyra mandatperioder, från den 2 maj 1838 till den 4 maj 1842, medan William W. Ellsworth var guvernör i delstaten.
Han avled i Stamford den 27 februari 1866, vid en ålder av 74 år.